# Lago Superiore di Viso
Il Lago Superiore di Viso è uno dei laghi alpini situati ai piedi del Monviso, nel comune di Crissolo. 

## Caratteristiche
Il lago è così chiamato perché si trova ad una quota superiore rispetto ad altri laghi della zona, anche se in realtà il piccolo Lago Lausetto è situato qualche metro più in alto del Lago Superiore, e il Lago Grande di Viso a una quota decisamente maggiore. Assieme ad altri tre laghi (Lago Fiorenza, Lago Chiaretto e Lago Grande di Viso) viene raggiunto dal Giro dei Laghi, un itinerario escursionistico nel comune di Crissolo che parte dal Pian del Re.